# Rudolf II. Rühle
Rudolf II. Rühle (* um 1320 in Friedberg (Hessen); † 1367) war ein Jahr lang Bischof von Verden. In den zeitgenössischen Quellen erscheint er gewöhnlich als Rudolf Rule und unterfertigte auch so in seiner Funktion als königlicher bzw. kaiserlicher Notar Herrscherurkunden Karls IV. In der Regel geschah dies unter Bezugnahme auf die Friedberger Herkunft in der folgenden Form: per dominum regem Rudolfus Rule de Frideberg.

## Herkunft und Bildung
Rudolf II. wurde  geboren als Sohn des Patriziers Johann Rühl zu Friedberg in der Wetterau. Dieser war Teil der höchsten Führungskreise jener Reichsstadt und ist mehrfach in bedeutenden Ämtern und Funktionen nachweisbar. Zwischen den patrizischen Familien Friedbergs und Frankfurts bestanden enge Verbindungen und Heiratsbeziehungen. Die Schwester Rudolfs heiratete ein Mitglied der Frankfurter Patrizierfamilie Frosch, als deren bekanntestes Mitglied Wicker Frosch gelten kann. Auch die ungleich berühmteren und für Frankfurts spätmittelalterliche Geschichte bedeutsamen Familien Schwarzenberg und zum Paradies stammen ursprünglich aus Friedberg. 
Seine Schulbildung erhielt er in Friedberg und im Kloster Arnsburg. 1340 ist er in Begleitung der Söhne eines Grafen von Sponheim an der Universität Bologna nachweisbar. Anschließend studierte er möglicherweise an der Universität von Paris. 

## Laufbahn
Seit 1349 war er Notar des Trierer Erzbischofs Balduin von Luxemburg. Hier wurde er von dem Notar und Kanzlist Rudolf Losse ausgebildet.
Nach dem Tode des Erzbischofs wechselte Rudolf von Friedberg in die Kanzlei Kaiser Karl IV., begleitete den Kaiser auf dessen Romzug 1355 und war auf dem Reichstag zu Nürnberg 1355, auf welchem der größte Teil der goldenen Bulle verfasst wurde, aktiv. Möglicherweise erfolgte sein Eintritt in die Kanzlei des Königs im direkten Vorfeld des Romzuges auch wegen der Italienerfahrungen aus seiner Studienzeit und der mit einem Studium der Rechte in Bologna nachgewiesenen gelehrten Bildung. Im direkten Umfeld Karls IV. finden sich zu jener Zeit mehrere Vertraute und enge Berater, die über entsprechende Qualifikationen verfügten. So kann auch erklärt werden, warum Rudolf von Friedberg recht unmittelbar nach seinem Eintritt in die königliche Kanzlei rasch mit anspruchsvollen und äußerst schwierigen diplomatischen Missionen betraut wurde. Ein erster dieser königlichen Aufträge führte ihn unmittelbar nach seiner Ankunft im Gefolge Karls IV. in Padua über die Alpen zurück in das nordalpine Reichsgebiet, wo er gemeinsam mit einem weiteren Notar für die Einforderung der reichsstädtischen Romzugshilfe zuständig war. Für seine zahlreichen Verdienste erhielt er vor 1360 eine Propstei in Wetzlar, und auch bereits zuvor hatte er zahlreiche Pfründen durch Interventionen des Reichsoberhaupts und dessen Gemahlin erhalten. Den Höhepunkt seines Aufstiegs in königlichen Diensten sollte schließlich die ebenfalls durch Karls Förderung bewerkstelligte Erhebung zum Bischof von Verden im Jahre 1365 darstellen. In seinem Bistum sollte Rudolf von Friedberg aber niemals selbst politisch aktiv werden. Er verstarb am 3. Juli 1367, nachdem er wenige Tage zuvor (am 29. Juni) sein Testament zu Prag gemacht hatte, welches ihn im Besitz nicht unbedeutenden Besitzes und zahlreicher Güter zeigt, von welchen letzteren die meisten in seiner Heimatstadt gelegen und erst von ihm käuflich erworben worden waren. Enge Beziehungen unterhielt er zu dem Frankfurter Patrizier Siegfried zum Paradies.
Er wird von mehreren Geschichtsschreibern für den Verfasser der goldenen Bulle gehalten, ohne dass dafür weitere als die in dem Vorhergesagten liegenden schwachen Gründe sprächen.
Begraben wurde er seinem eigenen Wunsch entsprechend im Kloster Arnsburg, das er reich beschenkte.